# Мука свете Маргарите
„Мука свете Маргарите” је југословенска телевизијска серија снимљена 1975. године у продукцији ТВ Загреб.

## Улоге
| Глумац            | Улога     |
| ----------------- | --------- |
| Дубравка Зубовић  | Маргарита |
| Миљенко Брлечић   | Дак       |
| Ратко Буљан       | Трубадур  |
| Влатко Дулић      | Водитељ   |
| Лана Голоб        | Куртизана |
| Шпиро Губерина    | Племић    |
| Жељко Мавровић    | Дак       |
| Мустафа Надаревић | Олибри    |
| Ангел Палашев     | Дак       |
| Зоран Покупец     | Давао     |

Комплетна ТВ екипа ▼
| Редитељ    | Едуард Галић     |
| Композитор | Анђелко Клобучар |